# تامارین شاهنشاه
تامارین شاهنشاه یا تامارین امپراتور (نام علمی: Saguinus imperator) نام یک گونه از سرده تامارین است.